# От Ривоар
От Ривоар (фр. Haute-Rivoire) насеље је и општина у источној Француској у региону Рона-Алпи, у департману Рона која припада префектури Лион.
По подацима из 2011. године у општини је живело 1391 становника, а густина насељености је износила 68,56 становника/km². Општина се простире на површини од 20,29 km². Налази се на средњој надморској висини од 630 метара (максималној 667 m, а минималној 437 m).

## Демографија
| 1962. | 1968. | 1975. | 1982. | 1990. | 1999. | 2011. |
| ----- | ----- | ----- | ----- | ----- | ----- | ----- |
| 1.096 | 1.132 | 1.042 | 1.014 | 1.100 | 1.182 | 1.391 |

График промене броја становника у току последњих година